# Bruno Leicht
Bruno Leicht (* 11. September 1962 in Karlsruhe) ist ein deutscher Jazztrompeter und Komponist von Filmmusik.

## Leben und Wirken
Leicht besuchte das Musikgymnasium der Regensburger Domspatzen und studierte von 1985 bis 1990 an der Kölner Musikhochschule bei Manfred Schoof und Jiggs Whigham. Daneben arbeitete er mit eigenen Formationen; zu seiner Band The Streetfighters gehörten Axel Dörner, Jan Roder, Joscha Oetz, Michael Griener und Jochen Rückert. Mit seiner Formation Brew Lite's Free Lights (u. a. mit Christian Ramond, Klaus Kugel, Andreas Wagner und Nils Tegen) bewegt er sich am Rande der Neuen Musik, des Jazz und der frei improvisierten Form.
Außerdem arbeitet Leicht mit der Band Brew Lite's Madhattan Four (u. a. Martin Sasse, Christian Ramond, Marcus Rieck, Allan Praskin, Matthias Schubert, Walter Gauchel, Uli Jenneßen), die selten gespielte Werke aus dem Great American Songbook interpretieren, des Weiteren swingende, teilweise humorvolle Eigenkompositionen mit zahlreichen autobiographischen oder anderen außermusikalischen Bezügen (Die Fußball Suite, A Day In Bay-In-Valley, 2 X's 12 Bars For 12 Years, Ballad Of The Big 15).
Leicht komponierte außerdem Musik zu verschiedenen Dokumentarfilmen und ist Jazzpreisträger der Stadt Mannheim. Er lebt als freischaffender Jazzmusiker und Musikpädagoge in Köln. Er unterrichtet an der Offenen Jazzhausschule Köln und der Musikschule Bonn.

## Filmographie
- Draußen stand der Amerikaner - Kriegsende in Köln (Mathias Haentjes, WDR, 1995)[2]
- Taffy - Die Graf Berghe von Trips Story
- Fortuna - dat sin mir (Cornel Wachter, Dieter Oeckl,[3] 1996 u. 1997).
- Simply The Best - Die BRAUN Design Story (Dieter Oeckl,[4] 2011).

## Diskographische Hinweise
- Matthias Petzold: Psalmen und Lobgesänge (mit Frank Gratkowski, Jochen Rückert, Axel Dörner u. a.)
- Schäl Sick Brass Band Majnoun[5]